# Philip (Comicautor)
Philippe Gillain (* 1943) ist ein ehemaliger belgischer Comicautor.
Bereits als Jugendlicher lieferte er seinem Vater Jijé Grundideen ab, die dieser für zwei seiner wichtigsten Serien in Spirou zu Geschichten verarbeitete. So entstanden insgesamt drei Episoden für Valhardi sowie acht Geschichten und eine Kurzgeschichte für Jerry Spring. Sein Rufname war zugleich sein Pseudonym.